# Paederus
Paederus é um gênero de estafilinídeos, muitos dos quais são conhecidos no Brasil como potó; designação comum de várias de suas espécies, particularmente o P. irritans. Seu principal interesse para o meio humano é a existência de toxinas em sua hemolinfa, dos quais se destaca a pederina, capazes de provocar sérias lesões na pele, chamadas de pederismo (pederose ou dermatite Paederus).
Em 1988 J. H. Frank estimava que o número de espécies do gênero superava a quinhentos, dos quais em 1982 cerca de quarenta e sete haviam sido devidamente identificadas biologicamente; numa revisão feita em 1987 Frank declarou existirem 622 espécies classificadas na subtribo Paederina (que inclui o Paederus e espécies próximas), sendo todas elas à exceção de 148 incluídas no gênero Paederus.

## Características

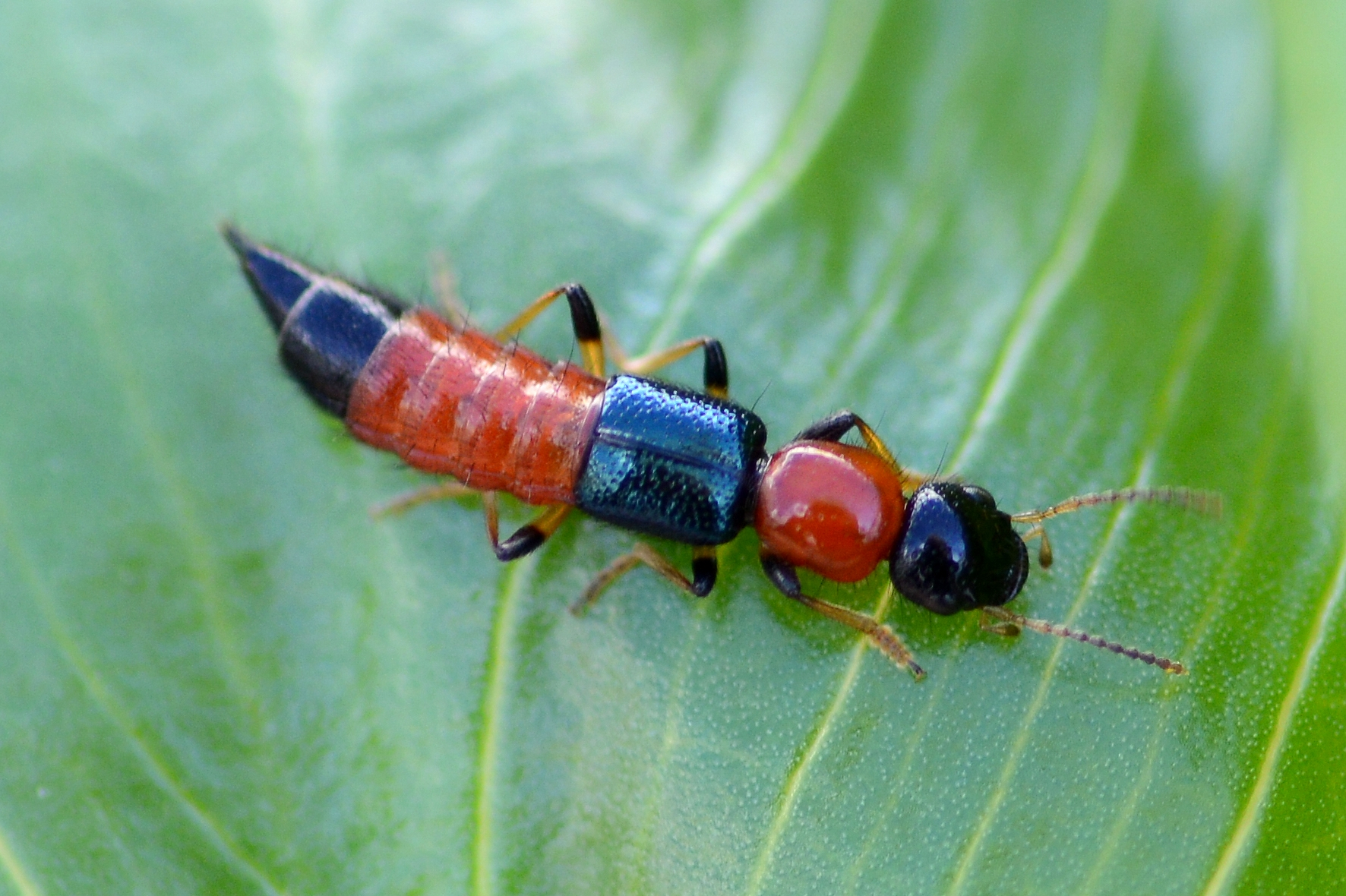
Paederus littoralis em Portugal.

A maioria das 622 espécies possui coloração dupla: vermelha e preta ou vermelha e azul, embora algumas espécies sejam monocromáticas (apenas pretas, vermelhas ou azuis). Sua característica mais marcante são os élitros bastante curtos, razão pela qual o primeiro nome científico de seu grupo era "Brachyptera" (Nota: do grego brachýs, aportuguesado por braqui, elemento de composição da palavra significando "breve", "curto" e ptéron, "asa"), o que torna difícil ao inseto guardar as asas após o voo, de modo que precisa erguer a parte posterior do corpo e assim apoiar as asas para a dobra de recolhimento; com as asas recolhidas são parecidas com as "tesourinhas", embora não possuam, como estas, pinças no final do abdômen.
Tanto as larvas quanto os adultos preferem viver em ambientes úmidos; os adultos são ativos durante o dia e, à noite, são atraídos pela luminosidade — o que constitui a razão principal para o contato com os seres humanos, provocando muitas vezes as dermatites características.
As lesões ocorrem por conta do esmagamento do inseto, sendo a pederina uma substância considerada mais forte que o veneno de cobra; consiste de uma amida que inibe a síntese de proteínas e DNA, impedindo assim a divisão das células; por não haver penetração da substância a palma das mãos e sola dos pés não são afetadas.

## Histórico
O ataque pelo Paederus é registrado pela medicina ocidental há mais de cem anos (por Strickland, em 1924), mas há registros na China que datam de 1200 atrás; no Paquistão a espécie Paederus fuscipes foi identificada inicialmente por tropas estadunidenses no norte daquele país e também no Afeganistão, e depois estudos demonstraram a presença do inseto em várias aldeias sobretudo da província de Punjab.
Um estudo recente aventa a possibilidade de que a sexta praga descrita no livro bíblico do Êxodo e que atacaram os egípcios tenha sido derivada de infestação do Paederus, provocada pelas condições descritas na primeira e segunda pragas: na primeira a água do rio Nilo se transfora em sangue, causada certamente pelo aumento de fitoplâncton tóxico que matara os peixes e causou a segunda praga, com a invasão de sapos; em seguida houve a terceira e quarta pragas, com a invasão de besouros, favorecida pela grande quantidade dos anfíbios em decomposição - sendo que os enxames desses insetos são focais o que explicaria o fato de atacarem os egípcios e pouparem os judeus; como a afecção por Paederus somente se manifesta de um a quatro dias após o ataque pelo besouro, a sexta praga não foi associada à infestação dos besouros, e foi descrita como erupções, bolhas ou furúnculos que afetaram homens e animais; a causa deve ter sido o P. alfierii, comum na região do Delta do Nilo; o P. alfierii tivera, assim, sua população aumentada na região úmida do Delta, afetando somente a comunidade egípcia cujo surto de bolhas somente se verificou dias após e foi assim percebido como um evento distinto.

## Espécies
Ao menos vinte e cinco espécies interessam à medicina; o Paederus fusca é comum nos campos de arroz do Sudeste Asiático, o Paederus crebinpunctatis e Paederus sabaeus ocorrem na África Oriental, ao passo que o Paederus cruenticollis tem importância na Austrália.
Algumas espécies:
- Paederus alfierii
- Paederus australis
- Paederus baudii
- Paederus brasiliensis
- Paederus cruenticollis
- paederus dermatitis
- Paederus eximius
- Paederus crebrepunctatus
- Paederus fuscipes
- Paederus littoralis
- Paederus melampus
- Paederus ornaticornis
- Paederus irritans
- Paederus sabaeus